# Schweiz i olympiska vinterspelen 2010
Schweiz deltog vid de olympiska vinterspelen 2010 med 146 tävlande i alla sporter utom short track.

## Medaljer

### Guld
- Alpin skidåkning
  - Störtlopp herrar: Didier Défago
  - Storslalom herrar: Carlo Janka
- Backhoppning
  - Normal backe: Simon Ammann
  - Stora backen: Simon Ammann
- Freestyle
  - Skicross herrar: Michael Schmid
- Längdskidåkning
  - 15 kilometer fristil: Dario Cologna

### Brons
- Snowboard
  - Snowboardcross: Olivia Nobs
- Alpin skidåkning
  - Kombination herrar: Silvan Zurbriggen
- Curling
  - Herrar: Ralph Stöckli, Jan Hauser, Markus Eggler, Simon Strübin, Toni Müller

## Uttagna till OS-truppen
| Namn                                                       | Kön | Sport                          |
| ---------------------------------------------------------- | --- | ------------------------------ |
| Andrea Dettling                                            | D   | Alpin skidåkning (14 aktiva)   |
| Dominique Gisin                                            | D   | Alpin skidåkning (14 aktiva)   |
| Nadja Kamer                                                | D   | Alpin skidåkning (14 aktiva)   |
| Nadia Styger                                               | D   | Alpin skidåkning (14 aktiva)   |
| Fabienne Suter                                             | D   | Alpin skidåkning (14 aktiva)   |
| Marc Berthod                                               | H   | Alpin skidåkning (14 aktiva)   |
| Didier Cuche                                               | H   | Alpin skidåkning (14 aktiva)   |
| Didier Défago                                              | H   | Alpin skidåkning (14 aktiva)   |
| Marc Gini                                                  | H   | Alpin skidåkning (14 aktiva)   |
| Tobias Grünenfelder                                        | H   | Alpin skidåkning (14 aktiva)   |
| Ambrosi Hoffman                                            | H   | Alpin skidåkning (14 aktiva)   |
| Carlo Janka                                                | H   | Alpin skidåkning (14 aktiva)   |
| Sandro Viletta                                             | H   | Alpin skidåkning (14 aktiva)   |
| Silvan Zurbriggen                                          | H   | Alpin skidåkning (14 aktiva)   |
| Simon Ammann                                               | H   | Backhoppning (2 aktiva)        |
| Andreas Küttel                                             | H   | Backhoppning (2 aktiva)        |
| Sabrina Hafner Caroline Spahni                             | D   | Bob (13 aktiva)                |
| Fabienne Meyer Hannelore Schenk                            | D   | Bob (13 aktiva)                |
| Ivo Rüegg Cédric Grand                                     | H   | Bob (13 aktiva)                |
| Beat Hefti Thomas Lamparter                                | H   | Bob (13 aktiva)                |
| Daniel Schmid Jörg Egger                                   | H   | Bob (13 aktiva)                |
| Ivo Rüegg Beat Hefti Thomas Lamparter Cédric Grand         | H   | Bob (13 aktiva)                |
| Daniel Schmid Alex Baumann Christian Aebli Roman Handschin | H   | Bob (13 aktiva)                |
| Janine Greiner                                             | D   | Curling (10 aktiva)            |
| Carmen Küng                                                | D   | Curling (10 aktiva)            |
| Mirjam Ott                                                 | D   | Curling (10 aktiva)            |
| Carmen Schäfer                                             | D   | Curling (10 aktiva)            |
| Irene Schoir (reserv)                                      | D   | Curling (10 aktiva)            |
| Ralph Stöckli                                              | H   | Curling (10 aktiva)            |
| Jan Hauser                                                 | H   | Curling (10 aktiva)            |
| Markus Eggler                                              | H   | Curling (10 aktiva)            |
| Simon Strübin                                              | H   | Curling (10 aktiva)            |
| Toni Müller (reserv)                                       | H   | Curling (10 aktiva)            |
| Evelyne Leu                                                | D   | Freestyle (14 akiva)           |
| Sanna Lüdi                                                 | D   | Freestyle (14 akiva)           |
| Katrin Müller                                              | D   | Freestyle (14 akiva)           |
| Tanja Schärer                                              | D   | Freestyle (14 akiva)           |
| Emilie Serain                                              | D   | Freestyle (14 akiva)           |
| Fanny Smith                                                | D   | Freestyle (14 akiva)           |
| Christian Hächler                                          | H   | Freestyle (14 akiva)           |
| Beni Hofer                                                 | H   | Freestyle (14 akiva)           |
| Andreas Isoz                                               | H   | Freestyle (14 akiva)           |
| Thomas Lambert                                             | H   | Freestyle (14 akiva)           |
| Conradign Netzer                                           | H   | Freestyle (14 akiva)           |
| Mike Schmid                                                | H   | Freestyle (14 akiva)           |
| Richard Spalinger                                          | H   | Freestyle (14 akiva)           |
| Renato Ulrich                                              | H   | Freestyle (14 akiva)           |
| Roger Schneider                                            | H   | Skridskor (1 aktiv)            |
| Sophie Anthamatten                                         | D   | Ishockey (45 aktiva)           |
| Laura Benz                                                 | D   | Ishockey (45 aktiva)           |
| Sara Benz                                                  | D   | Ishockey (45 aktiva)           |
| Nicole Bullo                                               | D   | Ishockey (45 aktiva)           |
| Angela Frautschi                                           | D   | Ishockey (45 aktiva)           |
| Melanie Häfliger                                           | D   | Ishockey (45 aktiva)           |
| Kathrin Lehmann (C)                                        | D   | Ishockey (45 aktiva)           |
| Darcia Leimgruber                                          | D   | Ishockey (45 aktiva)           |
| Julia Marty (A)                                            | D   | Ishockey (45 aktiva)           |
| Stefanie Marty                                             | D   | Ishockey (45 aktiva)           |
| Christine Meier (A)                                        | D   | Ishockey (45 aktiva)           |
| Katrin Nabholz                                             | D   | Ishockey (45 aktiva)           |
| Lucrèce Nussbaum                                           | D   | Ishockey (45 aktiva)           |
| Claudia Riechsteiner                                       | D   | Ishockey (45 aktiva)           |
| Laura Ruhnke                                               | D   | Ishockey (45 aktiva)           |
| Florence Schelling                                         | D   | Ishockey (45 aktiva)           |
| Dominique Slongo                                           | D   | Ishockey (45 aktiva)           |
| Anja Stiefel                                               | D   | Ishockey (45 aktiva)           |
| Sandra Thalmann                                            | D   | Ishockey (45 aktiva)           |
| Stefanie Wyss                                              | D   | Ishockey (45 aktiva)           |
| Sabrina Zollinger                                          | D   | Ishockey (45 aktiva)           |
| Andres Ambühl                                              | H   | Ishockey (45 aktiva)           |
| Goran Bezina                                               | H   | Ishockey (45 aktiva)           |
| Severin Blindenbacher                                      | H   | Ishockey (45 aktiva)           |
| Thomas Déruns                                              | H   | Ishockey (45 aktiva)           |
| Raphael Díaz                                               | H   | Ishockey (45 aktiva)           |
| Hnat Domenichelli                                          | H   | Ishockey (45 aktiva)           |
| Martin Gerber                                              | H   | Ishockey (45 aktiva)           |
| Jonas Hiller                                               | H   | Ishockey (45 aktiva)           |
| Sandy Jeannin                                              | H   | Ishockey (45 aktiva)           |
| Roman Josi                                                 | H   | Ishockey (45 aktiva)           |
| Thibaut Monnet                                             | H   | Ishockey (45 aktiva)           |
| Thierry Paterlini                                          | H   | Ishockey (45 aktiva)           |
| Martin Plüss                                               | H   | Ishockey (45 aktiva)           |
| Kevin Romy                                                 | H   | Ishockey (45 aktiva)           |
| Ivo Rüthemann                                              | H   | Ishockey (45 aktiva)           |
| Raffaele Sannitz                                           | H   | Ishockey (45 aktiva)           |
| Luca Sbisa                                                 | H   | Ishockey (45 aktiva)           |
| Mathias Seger                                              | H   | Ishockey (45 aktiva)           |
| Julien Sprunger                                            | H   | Ishockey (45 aktiva)           |
| Tobias Stephan                                             | H   | Ishockey (45 aktiva)           |
| Mark Streit                                                | H   | Ishockey (45 aktiva)           |
| Yannick Weber                                              | H   | Ishockey (45 aktiva)           |
| Roman Wick                                                 | H   | Ishockey (45 aktiva)           |
| Sarah Meier                                                | D   | Konståkning (4 aktiva)         |
| Stéphane Lambiel                                           | D   | Konståkning (4 aktiva)         |
| Anaïs Morand Antoine Dorsaz                                | Par | Konståkning (4 aktiva)         |
| Silvana Bucher                                             | D   | Längdskidåkning (12 aktiva)    |
| Bettina Gruber                                             | D   | Längdskidåkning (12 aktiva)    |
| Laurence Rochat                                            | D   | Längdskidåkning (12 aktiva)    |
| Doris Trachel                                              | D   | Längdskidåkning (12 aktiva)    |
| Dario Cologna                                              | H   | Längdskidåkning (12 aktiva)    |
| Christoph Eigenman                                         | H   | Längdskidåkning (12 aktiva)    |
| Remo Fischer                                               | H   | Längdskidåkning (12 aktiva)    |
| Toni Livers                                                | H   | Längdskidåkning (12 aktiva)    |
| Curdin Perl                                                | H   | Längdskidåkning (12 aktiva)    |
| Valerio Riccardi                                           | H   | Längdskidåkning (12 aktiva)    |
| Eligius Tambornino                                         | H   | Längdskidåkning (12 aktiva)    |
| Peter von Allmen                                           | H   | Längdskidåkning (12 aktiva)    |
| Ronny Heer                                                 | H   | Nordisk kombination (5 aktiva) |
| Michael Hollenstein                                        | H   | Nordisk kombination (5 aktiva) |
| Tim Hug                                                    | H   | Nordisk kombination (5 aktiva) |
| Seppi Hurschler                                            | H   | Nordisk kombination (5 aktiva) |
| Thomas Schmid                                              | H   | Nordisk kombination (5 aktiva) |
| Martina Kocher                                             | D   | Rodel (2 aktiva)               |
| Stefan Höhener                                             | H   | Rodel (2 aktiva)               |
| Maya Pedersen                                              | D   | Skeleton (2 aktiva)            |
| Pascal Oswald                                              | H   | Skeleton (2 aktiva)            |
| Selina Gasparin                                            | D   | Skidskytte (6 aktiva)          |
| Claudio Böckli                                             | H   | Skidskytte (6 aktiva)          |
| Thomas Frei                                                | H   | Skidskytte (6 aktiva)          |
| Simon Hallenbarter                                         | H   | Skidskytte (6 aktiva)          |
| Matthias Simmen                                            | H   | Skidskytte (6 aktiva)          |
| Benjamin Weger                                             | H   | Skidskytte (6 aktiva)          |
| Mellie Francon                                             | D   | Snowboard (16 aktiva)          |
| Sandra Frei                                                | D   | Snowboard (16 aktiva)          |
| Ursina Haller                                              | D   | Snowboard (16 aktiva)          |
| Manuela Pesko                                              | D   | Snowboard (16 aktiva)          |
| Simona Mailer                                              | D   | Snowboard (16 aktiva)          |
| Fränzi Mägert-Kohli                                        | D   | Snowboard (16 aktiva)          |
| Olivia Nobs                                                | D   | Snowboard (16 aktiva)          |
| Sergio Berger                                              | H   | Snowboard (16 aktiva)          |
| Nevin Galmarini                                            | H   | Snowboard (16 aktiva)          |
| Roland Haldi                                               | H   | Snowboard (16 aktiva)          |
| Christian Haller                                           | H   | Snowboard (16 aktiva)          |
| Mark Iselin                                                | H   | Snowboard (16 aktiva)          |
| Fabio Caduff                                               | H   | Snowboard (16 aktiva)          |
| Markus Keller                                              | H   | Snowboard (16 aktiva)          |
| Yuri Podladchikov                                          | H   | Snowboard (16 aktiva)          |
| Simon Schoch                                               | H   | Snowboard (16 aktiva)          |